# 稗原町 (神戸市)
稗原町（ひえはらちょう）は兵庫県神戸市灘区の町名の一つで、同区中東部、昭和6年（1931年）9月に都賀字稗原・中ノ通・森後・中川から成立した。郵便番号：657-0054。

## 地理
東は永手町、南はJR東海道本線を挟み琵琶町でその西で僅かに下河原通に接し、西は上河原通、北は六甲町。東から順に一～四丁目がある。
1907年（明治40年）に東海道本線から神戸港までの臨港線ができた際に転車台と機関庫が設置され、その跡地に2009年（平成7年）に稗原町公園が完成した。

## 由来
『神戸の町名』ではヒエを栽培していたのだろうとして、痩せ地であった事を示唆している。

## 人口統計
令和2年国勢調査（2020年10月1日）における世帯数461、人口829で内男性384人・女性445人。